# Sangean
Sangean – tajwańskie przedsiębiorstwo elektroniczne założone w roku 1974 specjalizujące się w produkcji radioodbiorników, a także odbiorników telewizyjnych i sprzętu używanego w telekomunikacji. 

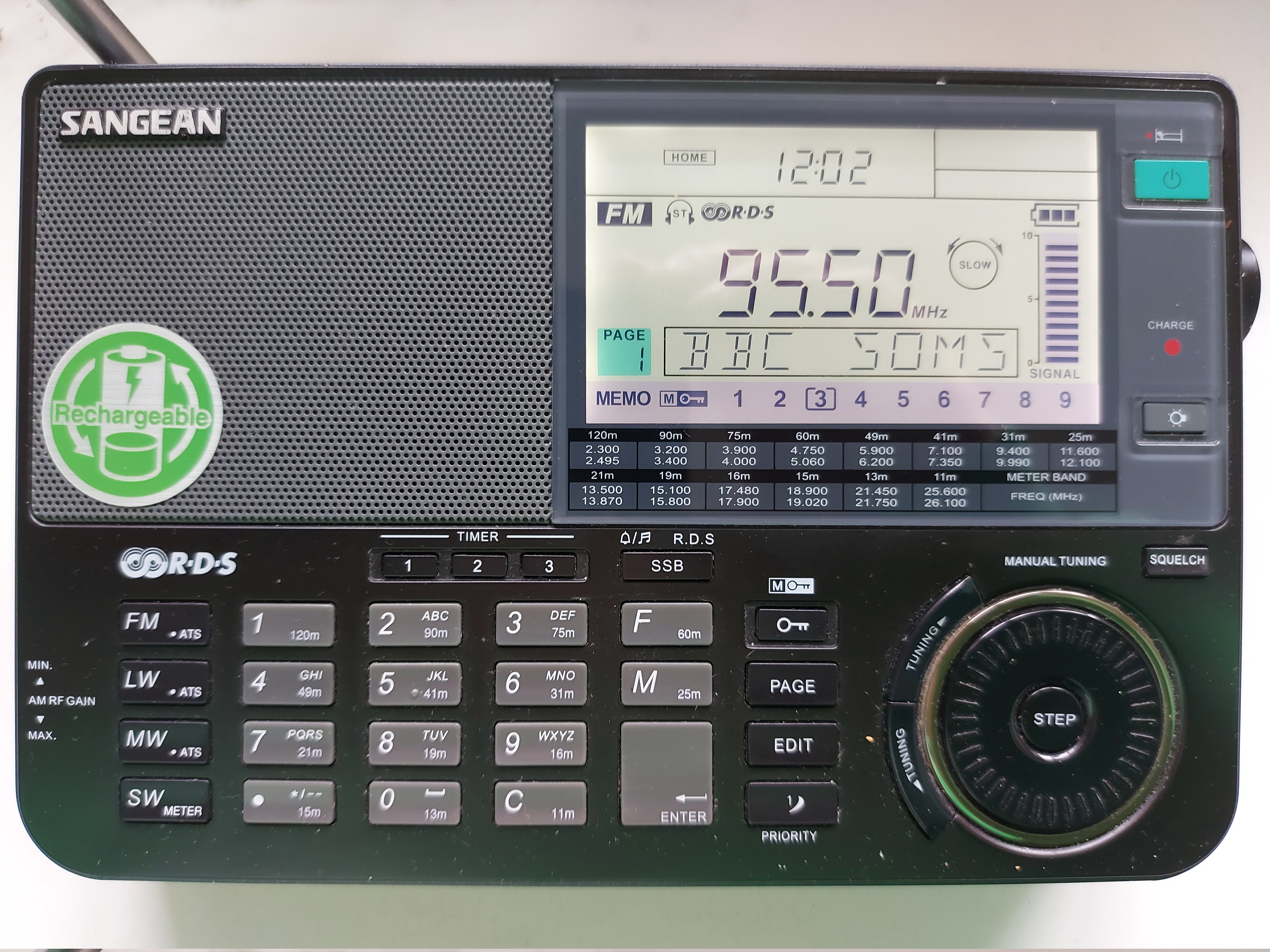
Odbiornik Sangean ATS 909X

## Historia
Przedsiębiorstwo powstało w roku 1974 w Tajpej. Założył je C. S. Yang, który w młodości był radioamatorem, a także oficerem komunikacyjnym; swoje pierwsze radio skonstruował w roku 1936. W roku 1980 przedsiębiorstwo weszło na rynek radioodbiorników krótkofalowych wraz z wyprodukowaniem modelu SG-786, który zyskał popularność i spowodował zorientowanie produkcji przedsiębiorstwa w tym kierunku. Od roku 1987 Sangean wkroczył na rynek amerykański. W roku 1993 otwarto drugą fabrykę w chińskim mieście Dongguan. W roku 1997 Sangean pojawił się na rynkach europejskich, zakładając biuro w Holandii. Od roku 1998 przedsiębiorstwo produkuje radioodbiorniki DAB, a od roku 2003 wyprodukowano pierwsza radiostację HDT-1. Przedsiębiorstwo reagowało bezpośrednio na postęp technologiczny, wprowadzając technologie Bluetooth i DAB+. 